# ヘンリージェイミー
ヘンリー ジェイミー（Henry Jamie、1990年3月11日 - ）は、日本国籍を持つラグビーユニオン選手。旧名「ジェイミー・ヘンリー」。

## 略歴
ニュージーランド・オークランド出身。小学5年生からラグビーを始めた。
2009年、マウントロスキルグラマースクール卒業後、立正大学に入る。
2013年、立正大学卒業後、神奈川県のクラブリームであるPSIコストカッツに加入。同年、7人制日本代表に選出された。
2015年、13人制ラグビーであるラグビーリーグ日本代表に選出された（2015年4月29日タイ代表戦＠葛飾区総合スポーツセンター陸上競技場）。キャップは1。
2016年11月に日本に帰化。8月のリオデジャネイロ五輪には間に合わず、7人制日本代表で出場できなかった。
2017年、トヨタ自動車ヴェルブリッツ(現・トヨタヴェルブリッツ)に加入。同年8月18日に行われたジャパンラグビートップリーグ第1節のヤマハ発動機ジュビロ戦にて先発出場でトップリーグでの公式戦初出場を果たす。
2018年11月3日に行われたリポビタンDチャレンジカップ2018ニュージーランド代表戦にて先発出場で日本代表初キャップを獲得した。また同年12月にはサンウルブズの2019年スコッドに選ばれた。
2023年、日本製鉄釜石シーウェイブスに加入。
2025年5月、日本製鉄釜石シーウェイブスを退団。

## 受賞歴

### ジャパンラグビーリーグワン
- 2023-24 最多トライゲッター(DIVISION 2)[12]